# Pearl Bailey
Pearl Mae Bailey (Newport News, 29 marzo 1918 – Filadelfia, 17 agosto 1990) è stata un'attrice e cantante statunitense.
Si sposò due volte: nel 1948 con John Randolph Pinkett, dal quale divorziò nel 1952; nello stesso anno si risposò con Louie Bellson, con cui rimase fino alla morte.
Con il secondo marito adottò due figli: Tony (morto nel 2004) e Dee Dee (1960-2009).
Morì nel 1990, a 72 anni, per insufficienza cardiaca.

## Filmografia

### Cinema
- Rivista di stelle (Variety Girl), regia di George Marshall (1947)
- Carmen Jones, regia di Otto Preminger (1954)
- Quel certo non so che (That Certain Feeling), regia di Melvin Frank, Norman Panama (1956)
- St. Louis Blues, regia di Allen Reisner (1958)
- Porgy and Bess, regia di Otto Preminger, Rouben Mamoulian (1959)
- I giovani cannibali (All The Fine Young Cannibals), regia di Michael Anderson (1960)
- Il padrone di casa (The Landlord), regia di Hal Ashby (1970)
- Norman... Is That You?, regia di George Schlatter (1976)

### Doppiatrice
- Tubby the Tuba, regia di Alexander Schure (1975)
- Red e Toby nemiciamici (The Fox and the Hound), regia di Ted Berman e Richard Rich (1981)